# 美国陆军预备军官训练团第1旅
陆军预备军官训练团第1旅（英語：1st Reserve Officers' Training Corps Brigade），昵称斯巴达旅，是美国陆军预备军官训练团所属的8个旅之一，总部位于美国肯塔基州的诺克斯堡。与其他各旅由完全按地域划分的普通大学所组成不同，第1旅主要负责管辖全国所有高级军事学院（SMC）和军事初级学院（MJC）共10个营的陆军预备军官训练项目。此外，第1旅还负责计划组织陆军各级别学员的夏季训练。

## 编制

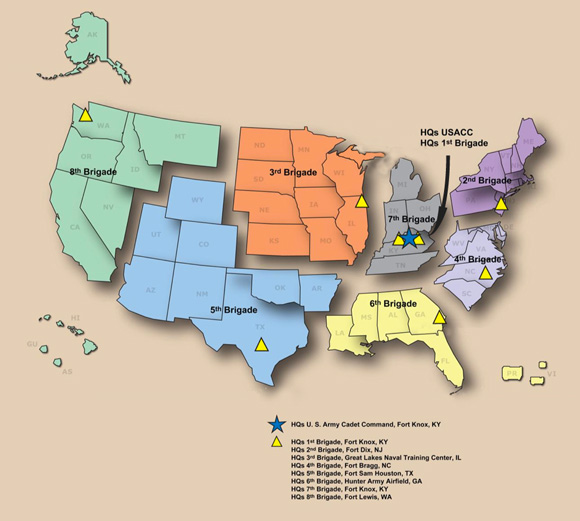
陆军预备军官训练团各旅分布图

### 高级军事院校

#### 要塞军校
要塞军校是南卡罗莱纳州的官方军事学校，其陆军军官训练团被称作棕榈营（英語：Palmetto Battalion），指挥官为马克·D·拉施克上校。要塞军校学员团曾为美墨战争训练美国军队，还曾经作为一个战斗单位参与美国内战。棕榈营诞生过无数美国陆军军官，尤其1917和1918届的所有学员都进入军队服役。此后，要塞军校在军事教育中继续培养更多高素质的军官。棕榈营的昵称来自于南卡罗来纳州的象征——棕榈树。在美国独立战争期间，棕榈树曾作为原材料被用来建造莫尔特里堡，并成功抵御了英国海军对沙利文岛的袭击。因此，要塞军校将棕榈树旗作为军校的战旗悬挂在校园各处。
要塞军校目前还下辖两所普通大学的预备军官训练项目，它们分别为查尔斯顿南方大学和查尔斯顿学院。

#### 北佐治亚大学学员团
北佐治亚大学是佐治亚州的官方军事学校，其陆军预备军官训练团的历史最早可以追溯至1873年。建校伊始，军事训练即为学员必修之课程。1916年，美国联邦政府建立陆军预备军官训练团，北佐治亚作为第一所也是当时唯一一所引进该计划的大学。1986年，北佐治亚正式将其学员团命名为野猪头旅（英語：Boar's Head Brigade），此名称最早可以追溯至佐治亚创建者——詹姆士·奥格尔索普的家族纹章，以此来展现学员团的佐治亚传统和精神。野猪头旅的毕业生不乏很多军界成功人士，包括一位现役四星上将和两位佐治亚国民警卫队的将官。

#### 诺维奇大学学员团
诺维奇大学是佛蒙特州的官方军事学校，也是美国陆军预备军官训练团的诞生地，其学员团被称为先锋营（英語：Pioneer Battalion），创始于1916年，现任指挥官为杰米·B·米勒上校。先锋营根据自身学校的传统分为山地连、炮兵连、和游骑兵连。每年除了空降兵、空中突击训练外，还有美国陆军山地作战训练学校的名额。此外，著名的常春藤盟校达特茅斯学院的陆军预备军官训练团隶属于诺维奇大学。

#### 德克萨斯州A&M大学学员团
德克萨斯州A&M大学学员团被称为农学勇士训练营，现任指挥官为罗伯特·布朗上校。作为历史底蕴浓厚的军校之一，农学勇士训练营有着自己的特色精英训练单位——鲁德游骑兵。与诺维奇的先锋营类似，农学勇士训练营每年也有委派学员去陆军山地作战训练学校进修的名额。

#### 弗吉尼亚军事学院
弗吉尼亚军事学院是一所有着深厚军事历史底蕴的高级军事院校，其陆军预备军官训练团——马歇尔-纽马克特营（英語：Marshall-New Market Battalion）为陆军学员提供独有之军官训练经验。弗吉尼亚军事学院目前拥有美国规模最大的预备军官训练团，其中陆官训练团每年招收大约900名学员。 此外，弗吉尼亚军事学院每年毕业的少尉数量也高于其他高级军事院校。该校对学员的军事教育也有着独特的要求，校规规定，所有军校学员必须参与四年的预备军官培训课程，但不强制规定毕业学员必须进入军队服役，但其教育模式可以确保每位毕业学员都能成为一名合格的军官。
马歇尔-纽马克特营现任指挥官为迈克尔·瓦尔兹尼亚克上校。该营目前还下辖另外四所大学的陆军预备军官训练单位，它们分别是玛丽·鲍德温学院、玛丽·鲍德温学院女子领导力学院、南弗吉尼亚大学、华盛顿与李大学。

#### 弗吉尼亚理工学员团
弗吉尼亚理工学员团又名新河营，指挥官为莫尔顿上校。弗吉尼亚理工学员团是一个培养领导能力的组织，其任务就是培养具有典范性格的领袖人物，提供给他们成功路上必不可少的技能和价值观。该校目前诞生了7位荣誉勋章得主，110名校友成为将官，其余毕业学员在商业和公共服务等领域均有建树。维吉尼亚理工目前还下辖瑞德福大学的陆军预备军官训练项目。

### 军事初级院校

#### 马里昂军事学院

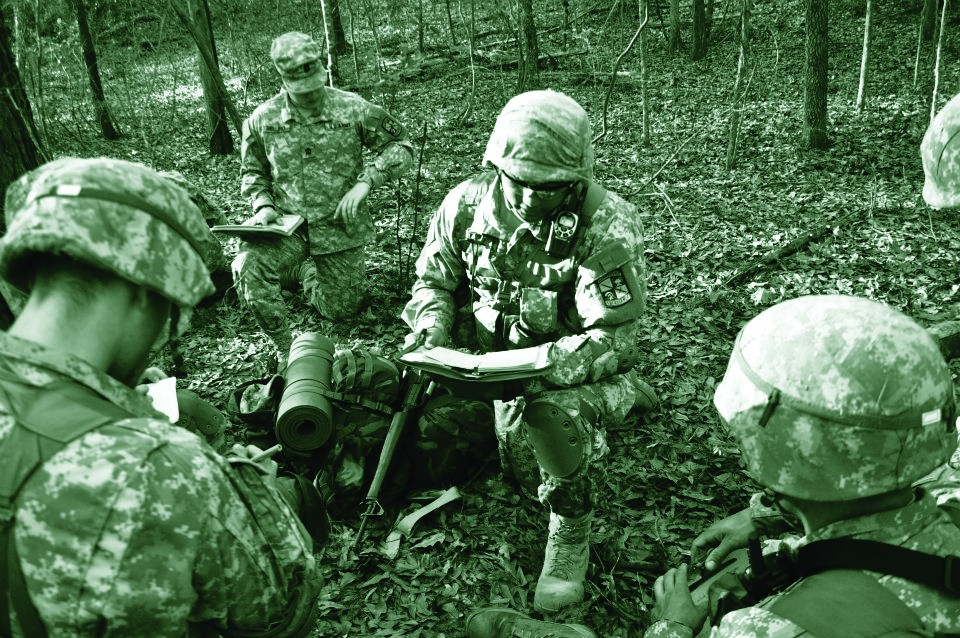
马里昂军事学院学员在训练中

马里昂军事学院成立于1842年，是美国历史最悠久的初级军事学院，也是阿拉巴马州的官方军事学校。该校的陆军预备军官训练团又名猛虎营（英語：Bold Tiger Battalion），曾于1916年被美国政府评为卓越荣誉军事学校。1968年，提前授衔项目进入马里昂军事学院，1971年，猛虎营开始接纳女学员。2003年，因为猛虎营学员在夏训中的优异表现，马里昂军事学院被美国陆军评为最佳军事初级学院。2006年，马里昂军事学院培养了70名陆军少尉，这使得该校成为当年出产军官最多的学校之一。
猛虎营现任指挥官为考里·D·阿姆斯戴德中校，他同时也是马里昂军事学院的校友。该营目前还下辖两所普通大学的陆军预备军官训练项目，它们分别为贾德森学院和康卡迪亚学院。

#### 佐治亚军事学院
佐治亚军事学院陆军预备军官训练团被称作旧州府卫队营（英語：Old Capital Guard Battalion），因其主校园地处佐治亚州米利奇维尔的前州政府大楼而得名，现任指挥官为为凯西·T·杰斯特中校。该校自1950年起被国防部指定为军事初级学院，并且自1966年起开始提供提前授衔计划至今。旧州府警卫营的学员们基本每年都会与马里昂军事学院的陆官训练团进行联合野战训练。
佐治亚军事学院目前还下辖两所普通大学的陆军预备军官训练项目，它们分别为莫瑟尔大学和佐治亚学院和州立大学。

#### 新墨西哥军校
新墨西哥军校陆军预备军官训练团又名加里·欧文营（英語：Garry Owen Battalion），名字来源于美国陆军第7骑兵团的绰号。1911年，新墨西哥军校诞生了建校以来的最早的两位陆军少尉。1965年，又诞生了第一位提前授衔少尉。1997年，加里·欧文营被评为最佳ROTC营之一，获得了麦克阿瑟奖。目前新墨西哥军校仍然为美国西部地区培养少尉数量最多的学校之一。

#### 弗吉谷军校
弗吉谷军校位于宾夕法尼亚州的韦恩。该校成立于1928年，是目前四所军事初级学院中唯一的一所私立学校，也是宾夕法尼亚州的官方军校。其陆军预备军官训练团又被称作大陆阵线营（英語：Continental Line Battalion）。该校毕业的众多陆军军官中包括现役四星上将古斯塔夫·F·珀纳。